# Hittuvalli, Tirumakudal Narsipur
Hittuvalli là một làng thuộc tehsil Tirumakudal Narsipur, huyện Mysore, bang Karnataka, Ấn Độ.